# Loteria Nacional
La Loteria Nacional, amb una tradició centenària i un gran arrelament social, és un dels jocs d'atzar més populars a l'Estat espanyol. Es juga dijous i dissabte i és un dels que reparteix premis més importants. La Loteria Nacional es sorteja cada dijous i dissabte i hi ha diversos sortejos extraordinaris com el Sorteig Extraordinari de Nadal, el 22 de desembre i el de Reis, el 6 de gener.

## Història
La loteria arribà a l'Estat espanyol per augmentar la recaptació sense necessitat de pujar els impostos de la mà de Carles III, que l'importà d'una tradició del Regne de Nàpols i era igual que la que ara s'anomena Loteria Primitiva. El primer sorteig es dugué a terme el 10 de desembre de 1763. La loteria moderna, tal com la coneixem, va néixer a Cadis el 1811, per iniciativa de Ciriaco González Carvajal, per aportar fons a la Hisenda Pública, que havia quedat ressentida per la Guerra del Francès. El primer sorteig va tenir lloc a Cadis, el 4 de març del 1812. Circumscrita en principi a Cadis i San Fernando, salta després a Ceuta i a tot Andalusia, a mesura que avençava la retirada dels exèrcits napoleònics. El 28 de febrer del 1814 se celebra el primer sorteig a Madrid, des d'aleshores, la seu de la Lotería Nacional de billetes.